# Петр Габріел
Петр Габріел (чеськ. Petr Gabriel, нар. 17 травня 1973, Прага) — чеський футболіст, що грав на позиції захисника. Відомий за виступами в низці чеських клубів, зокрема празьку «Спарту», а також за німецькі клуби «Армінія» (Білефельд) і «Кайзерслаутерн», а також національну збірну Чехії.

## Клубна кар'єра
Петр Габріел народився 1973 року в місті Прага. Розпочав грати у футбол у юнацькій команді ТЄ в Празі, пізніше перейшов до футбольної школи клубу «Спарта». У дорослому футболі дебютував 1991 року у складі нижчолігової команди команду СКП (Сушице), в якій грав до 1992 року.
У сезоні 1992—1993 років Габріел грав у кладі клубу «Уніон» (Хеб), а в 1993—1996 роках грав у складі клубу «Вікторія» (Жижков). У 1996 році він повернувся до складу празької «Спарти», в якій грав до 2000 року, та став у її складі чотириразовим чемпіоном Чехії. У 2000 році футболіст перейшов до складу німецького клубу «Кайзерслаутерн», в якому грав до 2002 року, після чого в сезоні 2002—2003 роках грав у складі чеської команди «Тепліце».
У 2003 році Петр Габріел став гравцем німецького клубу «Армінія» (Білефельд), в якому грав до 2008 року. У 2008 році чеський захисник знову став гравцем команди «Вікторія» (Жижков), у складі якої завершив виступи на футбольних полях у 2009 році.

## Виступи за збірні
Протягом 1994—1996 років Петр Габріел залучався до складу молодіжної збірної Чехії. На молодіжному рівні зіграв у 12 офіційних матчах. З 1995 року футболіст грав у складі національної збірної Чехії. У складі збірної брав участь у чемпіонаті Європи 2000 року, після якого до складу збірної не залучався. Загалом зіграв у складі національної збірної 10 матчів, у яких відзначився 1 забитим м'ячем.

## Титули та досягнення
- Чемпіон Чехії (4):

«Спарта» (Прага): 1996–1997, 1997–1998,1998–1999, 1999–2000